# Mondial Piega
La Piega o Piega EVO è una motocicletta sportiva costruita dalla casa milanese Mondial Moto, in piccola serie, dal 2001 fino al fallimento dell'azienda nel 2004.

## La moto
La Piega è una moto sportiva, con motore Honda, e iniezione elettronica dedicata Pietro Di Zinno EFI, questa moto è stata venduta in due versioni, di cui la seconda solo in due esemplari, rispettivamente con telaio n. 00069 e Telaio n. 00101, le quali si contraddistinguono dalla prima versione sia per il nome che è stato arricchito dal suffisso EVO, sia per la carenatura più pulita ed armoniosa, ridisegnata da Massimo Zaniboni, già autore della "one-off" Mondial Starfighter 1000.

## L'attività sportiva
Con questo modello la casa Mondial fa il suo ritorno in Superbike, i primi test si hanno nel 2001, ma date le difficoltà fino al 2003 vengono costruite solo 3 moto Superbike, che faranno solo test privati, nel frattempo sempre nel 2003 la casa partecipa a tutto il campionato mondiale di Endurance con Maurizio Bargiacchi e Andrea Perselli.
Nel 2006 si ritenta con la Superbike e durante l'anno il Team "L.M. Superbike di Learco Ghelfi" ritorna in pista con due stupende Piega versione Superbike, ma nel 2007 a causa del cambiamento di regolamento imposto dalla federazione, Mondial decide di accantonare ogni attività sportiva.

## Dati tecnici
| Caratteristiche tecniche - Piega [EVO]                                                         | Caratteristiche tecniche - Piega [EVO] | Caratteristiche tecniche - Piega [EVO] | Caratteristiche tecniche - Piega [EVO] | Caratteristiche tecniche - Piega [EVO] | Caratteristiche tecniche - Piega [EVO] |
| Dimensioni e pesi                                                                              | Dimensioni e pesi | Dimensioni e pesi | Dimensioni e pesi | Dimensioni e pesi | Dimensioni e pesi |
| ---------------------------------------------------------------------------------------------- | --- | --- | --- | --- | --- |
| Ingombri (lungh.×largh.×alt.)                                                                  | 2010 × ? × 1115 mm | 2010 × ? × 1115 mm | 2010 × ? × 1115 mm | 2010 × ? × 1115 mm | 2010 × ? × 1115 mm |
| Altezze                                                                                        | Sella: 860 mm | Sella: 860 mm | Sella: 860 mm | Sella: 860 mm | Sella: 860 mm |
| Interasse: 1420 mm                                                                             | Interasse: 1420 mm | Massa a vuoto: 182 kg | Massa a vuoto: 182 kg | Serbatoio: 18 litri di cui 3 di riserva | Serbatoio: 18 litri di cui 3 di riserva |
| Meccanica                                                                                      | | | | | |
| Tipo motore: Bicilindrico verticale 4T a V                                                     | Tipo motore: Bicilindrico verticale 4T a V | Tipo motore: Bicilindrico verticale 4T a V | Tipo motore: Bicilindrico verticale 4T a V | Raffreddamento: a liquido | Raffreddamento: a liquido |
| Cilindrata                                                                                     | 998,5 cm³ (Alesaggio 100 × Corsa 63,6 mm) | 998,5 cm³ (Alesaggio 100 × Corsa 63,6 mm) | 998,5 cm³ (Alesaggio 100 × Corsa 63,6 mm) | 998,5 cm³ (Alesaggio 100 × Corsa 63,6 mm) | 998,5 cm³ (Alesaggio 100 × Corsa 63,6 mm) |
| Distribuzione: DOHC 4 valvole per cilindro                                                     | Distribuzione: DOHC 4 valvole per cilindro | Distribuzione: DOHC 4 valvole per cilindro | Alimentazione: Iniezione elettronica - Centralina di controllo con software Pietro Di Zinno dedicato.                                          | Alimentazione: Iniezione elettronica - Centralina di controllo con software Pietro Di Zinno dedicato.                                          | Alimentazione: Iniezione elettronica - Centralina di controllo con software Pietro Di Zinno dedicato.                                          |
| Potenza: 103 kW (140 CV) a 9.800 rpm [105 kW (143 CV) a 10.000 rpm]                            | Potenza: 103 kW (140 CV) a 9.800 rpm [105 kW (143 CV) a 10.000 rpm]                                                                            | Coppia: 10,2 kgm a 8.800 rpm | Coppia: 10,2 kgm a 8.800 rpm | Rapporto di compressione: 10,8:1 | Rapporto di compressione: 10,8:1 |
| Frizione: a dischi multipli in bagno d'olio [Multidisco a secco con sistema antisaltellamento] | Frizione: a dischi multipli in bagno d'olio [Multidisco a secco con sistema antisaltellamento]                                                 | Frizione: a dischi multipli in bagno d'olio [Multidisco a secco con sistema antisaltellamento]                                                 | Cambio: a 6 marce | Cambio: a 6 marce | Cambio: a 6 marce |
| Trasmissione                                                                                   | primaria ad ingranaggi con denti dritti ??/?? (1,700);secondaria a catena 16/40 (2,500)                                                        | primaria ad ingranaggi con denti dritti ??/?? (1,700);secondaria a catena 16/40 (2,500)                                                        | primaria ad ingranaggi con denti dritti ??/?? (1,700);secondaria a catena 16/40 (2,500)                                                        | primaria ad ingranaggi con denti dritti ??/?? (1,700);secondaria a catena 16/40 (2,500)                                                        | primaria ad ingranaggi con denti dritti ??/?? (1,700);secondaria a catena 16/40 (2,500)                                                        |
| Avviamento                                                                                     | elettrico | elettrico | elettrico | elettrico | elettrico |
| Ciclistica                                                                                     | | | | | |
| Telaio                                                                                         | A traliccio in tubi cromo molibdeno vanadio saldati a tig                                                                                      | A traliccio in tubi cromo molibdeno vanadio saldati a tig                                                                                      | A traliccio in tubi cromo molibdeno vanadio saldati a tig                                                                                      | A traliccio in tubi cromo molibdeno vanadio saldati a tig                                                                                      | A traliccio in tubi cromo molibdeno vanadio saldati a tig                                                                                      |
| Sospensioni                                                                                    | Anteriore: forcella rovesciata pluriregolabile (freno estensione, compressione e precarico) da 46 mm / Posteriore: monoammortizzatore "Ohlins" | Anteriore: forcella rovesciata pluriregolabile (freno estensione, compressione e precarico) da 46 mm / Posteriore: monoammortizzatore "Ohlins" | Anteriore: forcella rovesciata pluriregolabile (freno estensione, compressione e precarico) da 46 mm / Posteriore: monoammortizzatore "Ohlins" | Anteriore: forcella rovesciata pluriregolabile (freno estensione, compressione e precarico) da 46 mm / Posteriore: monoammortizzatore "Ohlins" | Anteriore: forcella rovesciata pluriregolabile (freno estensione, compressione e precarico) da 46 mm / Posteriore: monoammortizzatore "Ohlins" |
| Freni                                                                                          | Anteriore: doppio disco freno da 320 mm con pinze Brembo a 4 pistoncini / Posteriore: disco freno da 220 mm                                    | Anteriore: doppio disco freno da 320 mm con pinze Brembo a 4 pistoncini / Posteriore: disco freno da 220 mm                                    | Anteriore: doppio disco freno da 320 mm con pinze Brembo a 4 pistoncini / Posteriore: disco freno da 220 mm                                    | Anteriore: doppio disco freno da 320 mm con pinze Brembo a 4 pistoncini / Posteriore: disco freno da 220 mm                                    | Anteriore: doppio disco freno da 320 mm con pinze Brembo a 4 pistoncini / Posteriore: disco freno da 220 mm                                    |
| Pneumatici                                                                                     | anteriore da 120/70-17 su cerchi con canale da 3,5"; posteriore da 180/55-17 o 190/50-17 su cerchi con canale da 5,75"                         | anteriore da 120/70-17 su cerchi con canale da 3,5"; posteriore da 180/55-17 o 190/50-17 su cerchi con canale da 5,75"                         | anteriore da 120/70-17 su cerchi con canale da 3,5"; posteriore da 180/55-17 o 190/50-17 su cerchi con canale da 5,75"                         | anteriore da 120/70-17 su cerchi con canale da 3,5"; posteriore da 180/55-17 o 190/50-17 su cerchi con canale da 5,75"                         | anteriore da 120/70-17 su cerchi con canale da 3,5"; posteriore da 180/55-17 o 190/50-17 su cerchi con canale da 5,75"                         |
| Prestazioni dichiarate                                                                         | | | | | |
| Velocità massima                                                                               | 280 km/h | 280 km/h | 280 km/h | 280 km/h | 280 km/h |
| Altro                                                                                          | | | | | |
| Lubrificazione                                                                                 | con olio di ricino e pompa ad ingranaggi di mandata-recupero.                                                                                  | con olio di ricino e pompa ad ingranaggi di mandata-recupero.                                                                                  | con olio di ricino e pompa ad ingranaggi di mandata-recupero.                                                                                  | con olio di ricino e pompa ad ingranaggi di mandata-recupero.                                                                                  | con olio di ricino e pompa ad ingranaggi di mandata-recupero.                                                                                  |
| Fonte dei dati:                                                                                | | | | | |